# Вони будуть щасливі
«Вони будуть щасливі» («მშვიდობიანი დღეები»; інша назва: «Щасливі дні») — радянський художній фільм 1974 року, знятий режисером Омаром Гвасалією на кіностудії «Грузія-фільм».

## Сюжет
Мішико Кахіані очолює будівельну бригаду у Росії. Тут він знайомиться із жінкою з дитиною з Прибалтики. Спілкування з Марією створює певні труднощі, але Мішико не звертає уваги на чутки. Отримавши звістку про хворобу батька, він вирушає з Марією до Тбілісі.

## У ролях
- Генуйте Циплінськійте — Марія
- Геннадій Рехвіашвілі — Мішико Кахіані
- Гурам Гогоберідзе — Сандро Кахіані
- Альберт Філозов — Володимир Ковальов
- Георгій Піпія — Гогі Кахіані
- Наталія Лебле — Ірина
- Етері Абзіанідзе — роль другого плану
- М. Арджеванішвілі — роль другого плану
- Кетеван Бочорішвілі — роль другого плану
- Тамара Тваліашвілі — епізод
- Раднер Муратов — епізод
- Віктор Нінідзе — епізод
- В. Базіков — епізод
- Т. Вальєв — епізод
- Олександр Гоглідзе — епізод
- Т. Гоголь — епізод
- Давид Долідзе — епізод
- В. Кандарелі — епізод
- А. Курєпов — епізод
- А. Муртахов — епізод
- Рінат Тазетдінов — епізод
- Нателла Шарашідзе — епізод
- Р. Шіукашвілі — епізод

## Знімальна група
- Режисер — Омар Гвасалія
- Сценаристи — Омар Гвасалія, Олександр Шлепянов
- Оператор — Ніко Сунішвілі
- Композитор — Олександр Раквіашвілі
- Художник — Георгій Мікеладзе